# Dashnor Kokonozi
Dashnor Kokonozi (ur. 21 czerwca 1951) – albański pisarz i dziennikarz. W 1995 roku założył Krajowe Centrum Inwentaryzacji Dóbr Kultury (alb. Qendra Kombëtare e Inventarizimit të Pasurive Kulturore), którego był pierwszym dyrektorem. Organizację tę założył w związku z załamaniem się sytuacji wewnętrznej w Albanii po upadku komunizmu, wskutek czego doszło m.in. do grabieży obiektów dziedzictwa kulturowego.
Kokonoziemu udało się przekonać Bank Światowy do sfinansowania utworzenia krajowego inwentarza.